# 1-甲基-3,6,8-三硝基-2-喹诺酮
1-甲基-3,6,8-三硝基-2-喹诺酮是一种有机化合物，化学式为C10H6N4O7。它可由喹啉经硫酸二甲酯甲基化后，由铁氰酸钾在碱性条件下氧化为1-甲基-2-喹啉酮、再由发烟硝酸氧化制得。它和碱（如丙胺、乙醇钠等）反应，可以得到梅森海默配合物：